# Харлан Олександр Вікторович
Олександр Вікторович Харлан (нар. 28 липня 1973, смт Дніпровське, Верхньодніпровський район,  Дніпропетровська область) — український архітектор, історик архітектури, краєзнавець, із 2024 - президент Українського національного комітету ICOMOS, кандидат архітектури. Декан архітектурного факультету ННІ "Придніпровської державної академії будівництва та архітектури".

## Життєпис
У 1990 році закінчив середню школу у смт Дніпровське Верхньодніпровського району Дніпропетровської області. У 1990—1996 роках навчався на архітектурному факультеті Придніпровської державної академії будівництва та архітектури, по закінченню якої отримав диплом за спеціальністю «Архітектор». Працював інженером–дизайнером на ВАТ «Дніпровський крохмалепатоковий комбінат». У 1997—1998 роках перебував на строковій військовій службі у лавах збройних сил України. 
Упродовж 1998—1999 років працював у сфері промислового дизайну. З 1999 року працював архітектором, проектуючи об’єкти житлового та 
громадського призначення. З цього часу кожного року брав участь у археологічних експедиціях на Кримському півострові. З 2000 року є членом Дніпропетровської обласної організації Національної спілки краєзнавців України та займається архітектурно-містобудівними дослідженнями населених пунктів Дніпропетровщини. 
Упродовж 2005—2009 років навчався на аспірантурі Київського національного університету будівництва та архітектури на кафедрі «Основи архітектури та архітектурного проектування» (спеціальність «Теорія архітектури, реставрація пам'яток архітектури»). Брав участь у розробці багатьох проєктів з реставрації пам'яток архітектури національного та місцевого значення. Є автором проєктів зон охорони об’єктів культурної спадщини, історико-містобудівних обґрунтувань реконструкції історичної забудови в існуючому середовищі у межах історичних ареалів. 
Від 2009 року працює науковим співробітником НДІ пам'яткоохоронних досліджень Міністерства культури України. Є співавтором та науковим керівником низки пам'яткоохоронних проєктів з дослідження міст України: Горлівка (Донецька область), Нікополь, Кривий Ріг, Дніпродзержинськ (нині Кам'янське, Дніпропетровська область), Бахчисарай (АР Крим), Запоріжжя, Мелітополь (Запорізька область), Кіровоград (нині Кропивницький), Бобринець (Кіровоградська область), Хотин (Чернівецька область) та багатьох інших. 
2010 року в Одеській державній академії будівництва та архітектури захистив дисертацію на тему «Особливості типологічної еволюції дерев'яних культових споруд на території Півдня України середини XVIII—початку XX століття (на прикладі Катеринославської губернії)» (науковий керівник — Ю. В. Івашко) та здобув вчений ступінь кандидата архітектури.
Від 2010 року є членом Обласної консультативної ради з питань охорони культурної спадщини Дніпропетровської облдержадміністрації, членом наукової ради НДІ пам’яткоохоронних досліджень. 
Від 2011 року є членом Науково-методичної ради з питань охорони культурної спадщини Міністерства культури України, членом Експертної комісії з розгляду питань занесення об'єктів культурної спадщини до державного реєстру нерухомих пам’яток України, членом бюро Українського національного комітету Міжнародної ради з охорони пам'яток та історичних місць ICOMOS.
2012 року увійшов до складу редколегій збірки «Праці НДІ пам'яткоохоронних досліджень» та історико-культурологічного альманаху «Фронтири міста», від 2014 року — доцент кафедри «Дизайн міського середовища» Придніпровської державної академії будівництва та архітектури. 18 квітня 2012 року нагороджений Почесною грамотою Міністерства культури України.
Упродовж 2011—2013 років опрацював низку планових науково-дослідних робіт: «Дослідження храмових споруд Катеринослава кін. XVIII-поч. XX ст.» (2011), «Дерев'яні храмові споруди Катеринославської губернії кін. XVIII—поч. XX» (2012), «Дослідження історичного розвитку сільських поселень Півдня України» (2013—2014), «Архітектурно-містобудівні дослідження Старої Укріпленої Лінії» (2013—2014). Пройшов навчання на курсах підготовки з професійної атестації архітекторів у 2013 році та отримав відповідні кваліфікаційні сертифікати у 2014 році.
Від 2013 року є членом Національної спілки архітекторів України, членом Обласної архітектурно-містобудівної ради при управлінні містобудування та архітектури Дніпропетровської облдержадміністрації, членом Обласної консультативної ради з питань охорони культурної спадщини Запорізької облдержадміністрації.
Від 2017 року є членом Науково-методичної ради Обласного центру з охорони культурної спадщини Управління культури, національностей і релігій Дніпропетровської облдержадміністрації.

## Нагороди
Нагороджений Почесною грамотою Міністерства культури України (2012).

## Публікації
З 2005 року є автором і співавтором більше 130 статей у наукових і науково-популярних виданнях України та Росії і 4 монографій у співавторстві. Є автором і співавтором понад 80 архітектурних проєктів.

### Монографії, брошури
- Палімпсест. Коріння міста: поселення XVII—XVIII століть в історії Дніпропетровська / Концепція і проєкт видання О. Лазька; НАН України. Інститут історії України. — Київ: Українські пропілеї, 2008 (у співавторстві з О. Репаном та В. Старостіним).
- Перлина дерев'яної архітектури України Козацької доби // Козацький Троїцький собор: Архітектурна перлина України. До 230-річчя побудування: Архітектурно-історичний нарис. Бібліографія / Упорядн.: І. Голуб, О. Харлан. — Дніпропетровськ: ДОУНБ, 2008. — 32 с.
- Церква в ім'я Архангела Михаїла в містечку Старий Кодак. Архітектурно-історичний нарис. Бібліографія / Упорядн.: І. Голуб, О. Харлан. — Дніпропетровськ: ДОУНБ, 2010. — 44 с.
- Церква в ім'я Покрова Пресвятої Богородиці в містечку Нікополь: Архітектурно-історичний нарис. Бібліографія / Під ред. О. Титової / Центр пам’яткознавства НАН України і УТОПІК. Сакральні пам’ятки України. — Вип. 1. — Київ, 2011. — 40 с.
- Покрова Запорожжя // Український тиждень. — № 42 (155). — 15—21 жовтня 2010. — С. 50—53.

### Статті
- Самарський Пустельно-Миколаївський монастир. Формування архітектурного ансамблю в XVIII ст. // Україна модерна і сучасна  історія, історіографія та джерелознавство): Матеріали наукових читань, присвячених 60-річному ювілею професора Г. К. Швидько. — Дніпропетровськ: НГУ, 2004. — С. 38—44.
- Природнокліматичні фактори та територіально-історичні передумови виникнення архітектурно-планувальних традицій на території  колишніх Вольностей Запорозьких // Історія і культура Придніпров’я. Невідомі та мало відомі сторінки. Науковий щорічник. — Вип. 3. — Дніпропетровськ: НГУ, 2006. — С. 111—121.
- Ктитор соборної Свято-Миколаївської церкви Самарського монастиря Кирило Тарах-Тарловський і залишки його творіння // Праці центру пам’яткознавства. — Вип. 12. — Київ, 2007. — С. 203—212.
- Містобудівні й архітектурні особливості слободи Половиці // Пам’ятки України. Науковий альманах. — № 1, 2009. — С. 10—16.
- Стилістичні й типологічні особливості дерев’яних храмів Запорозьких Вольностей XVII—XVIII ст. // Нові дослідження пам'яток Козацької доби в Україні. Зб. наук. стат. — Вип. 18. — Київ, 2009. — С. 291—300.
- Надмогильна плита останнього кошового Запорозької Січі Петра Калнишевського на території Соловецького монастиря // Праці Центру пам’яткознавства. — Вип.15. — Київ: Центр пам’яткознавства НАН України і УТОПІК, 2009. — С. 273—278.
- Мобільні храми запорозьких козаків // Нові дослідження пам’яток Козацької доби в Україні. Зб. наук. стат. — Вип. 19. — Київ, 2010. — С. 282—287.
- Про своєрідність культової архітектури запорозьких козаків // Софійські читання. Матеріали V міжнародної науково-практичної конференції «Духовний потенціал та історичний контекст християнського мистецтва» (м. Київ, 28-29 травня 2009 р.). — Київ, 2010. — С. 179—189.
- Фортификационные сооружения Московського государства XVI-XVIII веков на территории современного города Днепропетровска: Новобогородицкая крепость // Архитектурное наследство. — Вып. 55. — Москва: URSS, 2011. — С. 117—130. (рос.)
- «Щоденник з подорожі на Запорожжя» С. А. Таранушенка як джерело архітектурно-мистецтвознавчих досліджень Дніпропетровщини // Праці центру пам'яткознавства. Збірник наукових праць. — Вип. 20. — К., 2011. — С. 183—194.
- Самара Енциклопедія сучасної України / ред. кол.: І. М. Дзюба [та ін.] ; НАН України, НТШ. — К. : Інститут енциклопедичних досліджень НАН України, 2009. — Т. 9 : Е — Ж. — С. 427—428. — ISBN 978-966-02-5720-7.
- Олександрівська ротонда. До питання локалізації місцезнаходження та архітектурно-містобудівні особливості // Софійські читання.  Матеріали VI Міжнародної науково-практичної конференції «Християнські святині — скрижалі Вічності, Мудрості й Краси: нові грані пізнання» (м. Київ, 26-27 травня 2011 р.) — Київ, 2013. — С. 444—450.